# Ромуся
Ро́муся (яп. 労務者 Rōmusha, «чернорабочий») — жители Индонезии, работавшие на принудительных работах во время оккупации страны войсками Японской империи во время Второй мировой войны. Американская Библиотека Конгресса оценивает, что на острове Ява, их количество было от 4 до 10 млн чел. Приблизительно 270 000 из яванских ромуся были отправлены в другие оккупированные японцами области в Юго-Восточной Азии. Только 52 000 были репатриированы на Яву, то есть показатель смертности среди них доходил до 80 %.
Показатель смертности среди ромуся от голода, болезней и т. п. значительно опережал средний уровень смертности среди британских, австралийских и других военнопленных армий антигитлеровской коалиции, попавших к японцам. Японские вооруженные силы чрезвычайно широко употребляли подобный рабского характера труд при постройке военных и стратегических объектов, в частности во время постройки железной дороги между Бирмой и Таиландом в 1942-43 гг. Приблизительно половина из строителей Тайско-Бирманской железной дороги погибло.